# Cryptopodia fistulosa
Cryptopodia fistulosa is een krabbensoort uit de familie van de Parthenopidae. De wetenschappelijke naam van de soort is voor het eerst geldig gepubliceerd in 1994 door Chiong & Ng.